# Мирзалиев, Абгюль Арзулла оглы
Абгюль Арзулла оглы Мирзалиев (азерб. Abgül Ərzulla oğlu Mirzəliyev; род. 1986, Шемахинский район, Азербайджанская ССР) — азербайджанский певец — ханенде, президентский стипендиат. Получил широкую известность в Азербайджане, став лауреатом музыкального телевизионного конкурса молодых исполнителей (ханенде) азербайджанских мугамов — «Мугам 2007».

## Биография
Абгюль Мирзалиев родился в 1986 году в деревне Шыхзеирли (ныне территория Гобустанского района) Азербайджанской ССР.
В 2005 году поступил в Шемахинский культурно-образовательный колледж на факультет ханенде-исполнителей. Первым учителем был Джамал Дадашев. В 2007 году получил перевод в Бакинский музыкальный колледж имени Асафа Зейналлы. Здесь его преподавателем стал Забит Набизаде. Деревня, в которой родился Абгюль, славится своими певцами-исполнителями и считается консерваторией Ширвана (недоступная ссылка с 23-01-2017 [3059 дней]).

## Звания
Указом президента Азербайджанской Республики Ильхама Алиева от 5 марта 2008 года, на основании указа президента Азербайджанской Республики от 22 июня 1996 года, под номером 464, «О государственной поддержке молодых азербайджанских дарований», Абгюль Мирзалиев, в числе других лауреатов конкурсов молодых исполнителей азербайджанских мугамов «Мугам 2005» и «Мугам 2007» был удостоен специальной ежемесячной президентской стипендии, а также его имя было внесено в «Золотую Книгу» молодых дарований Азербайджана.

## Участие в телевизионном конкурсе «Мугам-2007»
Телевизионный конкурс «Мугам 2007» был реализован при поддержке «Фонда Гейдара Алиева» и «Фонда друзей азербайджанской культуры». В конкурсе, который продолжался в течение трёх месяцев, участвовало около 160 молодых певцов — исполнителей мугамов со всех концов Азербайджана. Непосредственно на конкурс были отобраны 20 ханенде, которые в течение трёх месяцев выступали перед телезрителями в прямой трансляции из музыкального театра имени Рашида Бейбутова. Финал с участием 6 конкурсантов прошёл в государственной филармонии 15 января 2008 года. В жюри конкурса входили видные деятели культуры Азербайджана — народные артисты Агахан Абдуллаев, Алибаба Мамедов, Ариф Бабаев, Мансум Ибрагимов, Сакина Исмайлова, секретарь Союза композиторов Азербайджана, доктор искусствоведения, профессор Рамиз Зохрабов. Исполнительным директором проекта «Телевизионный конкурс мугама» был заслуженный деятель искусств Азербайджана Надир Ахундов. По итогам финальных выступлений победителями конкурса стали самый молодой участник проекта Эльмаддин Ибрагимов, а также Гюллю Мурадова, которые получили в качестве призов по 10.000 манат, ценные подарки, а также азербайджанский национальный инструмент — Деф, с личной подписью президента Фонда имени Гейдара Алиева Мехрибан Алиевой. По 7.000 манат получили участники, поделившие вторые места — Абгюль Мирзалиев и Эхтирам Гусейнов. Третьими стали Насир Атапур из Ирана и Равана Арабова. Все остальные участники были награждены дипломами и денежным вознаграждением в размере 1.000 манат (недоступная ссылка с 23-01-2017 [3059 дней]).
22 января 2008 года посол доброй воли ЮНЕСКО и ИСЕСКО Мехрибан Алиева встретилась с победителями и членами жюри телевизионного конкурса «Мугам-2007».